# Крістофер Воґлер
Крістофер Воґлер (нар. в 1949 році) — голлівудський керівник відділу розвитку, сценарист, автор і педагог, найвідоміший завдяки роботі з Disney та його посібником із написання сценаріїв «Подорож письменника: міфологічна структура для письменників», починаючи з 2007 року.

## Молодість і освіта
Народився в штаті Міссурі, Воґлер вивчав кіно в Школі кіно-телебачення USC, альма-матер Джорджа Лукаса.

## Кар'єра
Воґлер працював у відділі розробки у студіях Disney, Fox 2000 Pictures і Warner Bros. Він зробив свій внесок у сюжетний матеріал для мультфільму Disney «Король Лев».
Він також викладав у Школі кіно-телебачення USC, відділі анімації та цифрового мистецтва, а також у Університету Каліфорнії в Лос-Анджелесі. Він є президентом компанії Storytech Literary Consulting, яка була заснована у 1999 році, а його віце-президент Бред Шрайбер консультує сценарії та книги, використовуючи підхід Воґлера.

## Кемпбелл іШлях письменника
Воґлер, як і Лукас, був натхненний творами міфолога Джозефа Кемпбелла, зокрема «Герою з тисячею облич», де детально описано архетип подорожі героя в класичній міфології. Воґлер використав роботу Кемпбелла для створення 7-сторінкової пам'ятки компанії для голлівудських сценаристів «Практичний путівник до тисячеликого героя», яку пізніше Воґлер розвинув у «Подорож письменника: міфологічна структура для оповідачів і сценаристів» у 1992 році, а потім «Подорож письменника: міфологічна структура для письменників» (ISBN 978-1-932907-36-0). Відтоді Воґлер поширив свою техніку на всесвітні майстер-класи.